# Thelocactus conothelos
Thelocactus conothelos là một loài thực vật có hoa trong họ Cactaceae. Loài này được (Regel & Klein) F.M. Knuth miêu tả khoa học đầu tiên năm 1935.

## Hình ảnh

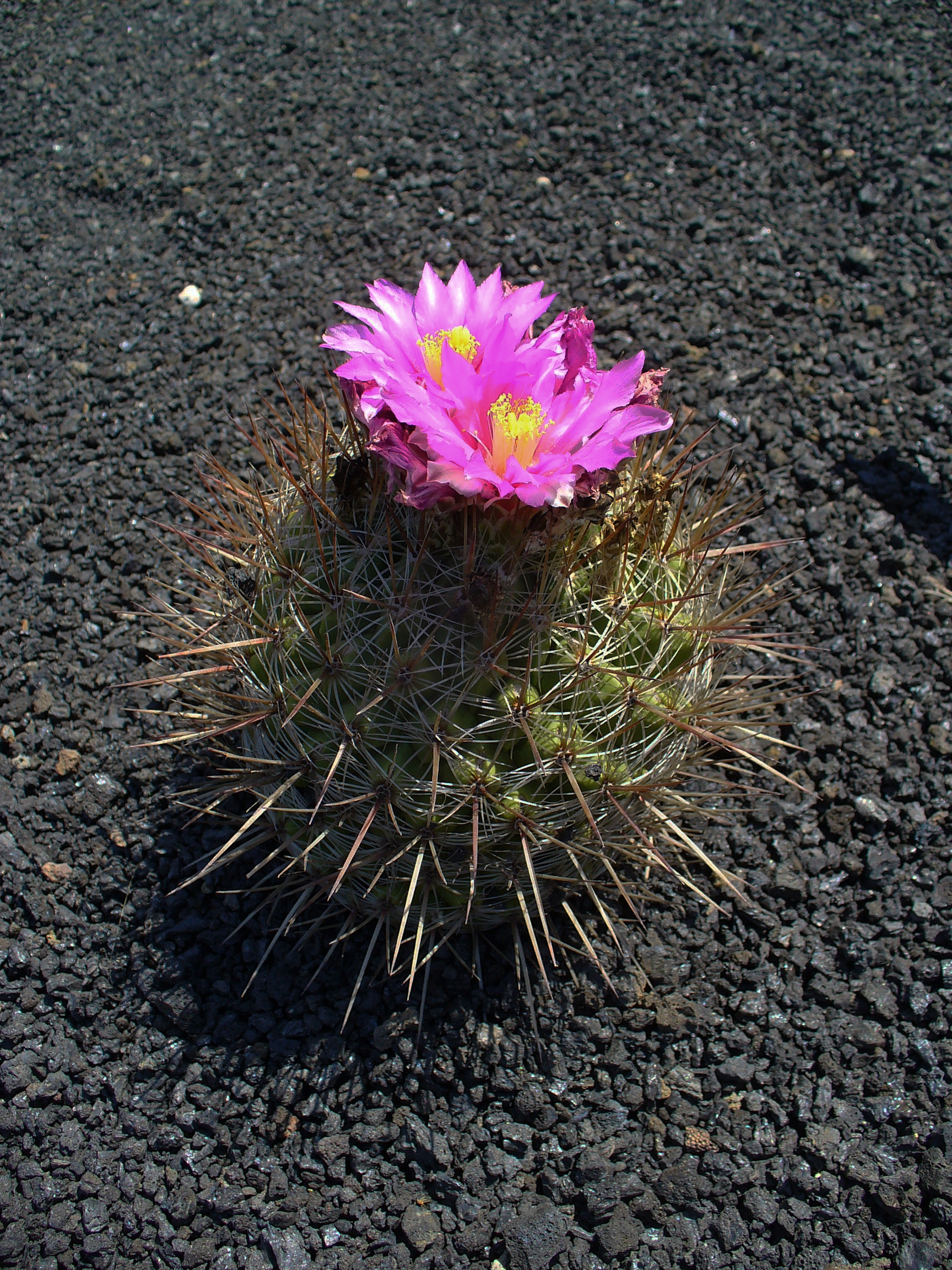
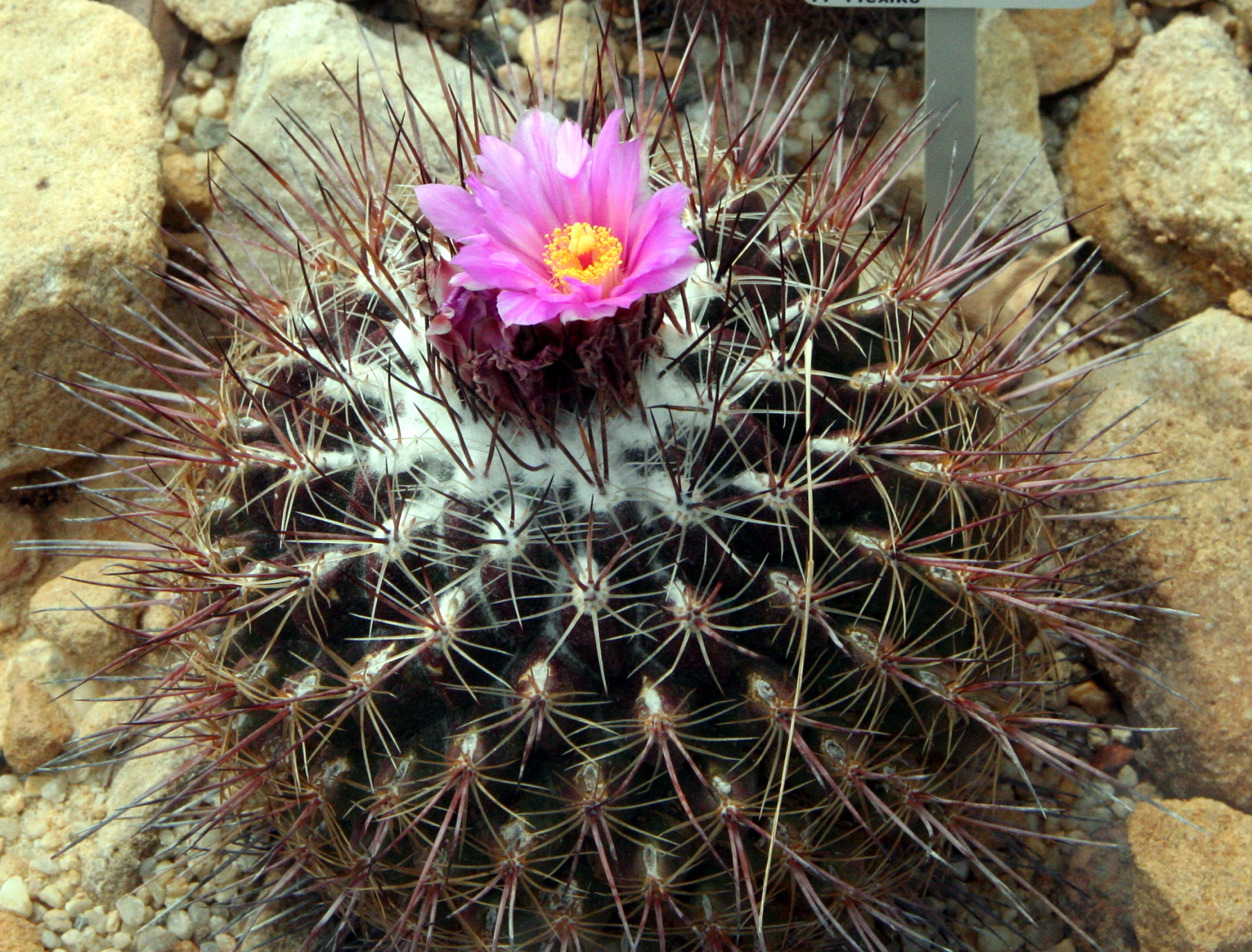
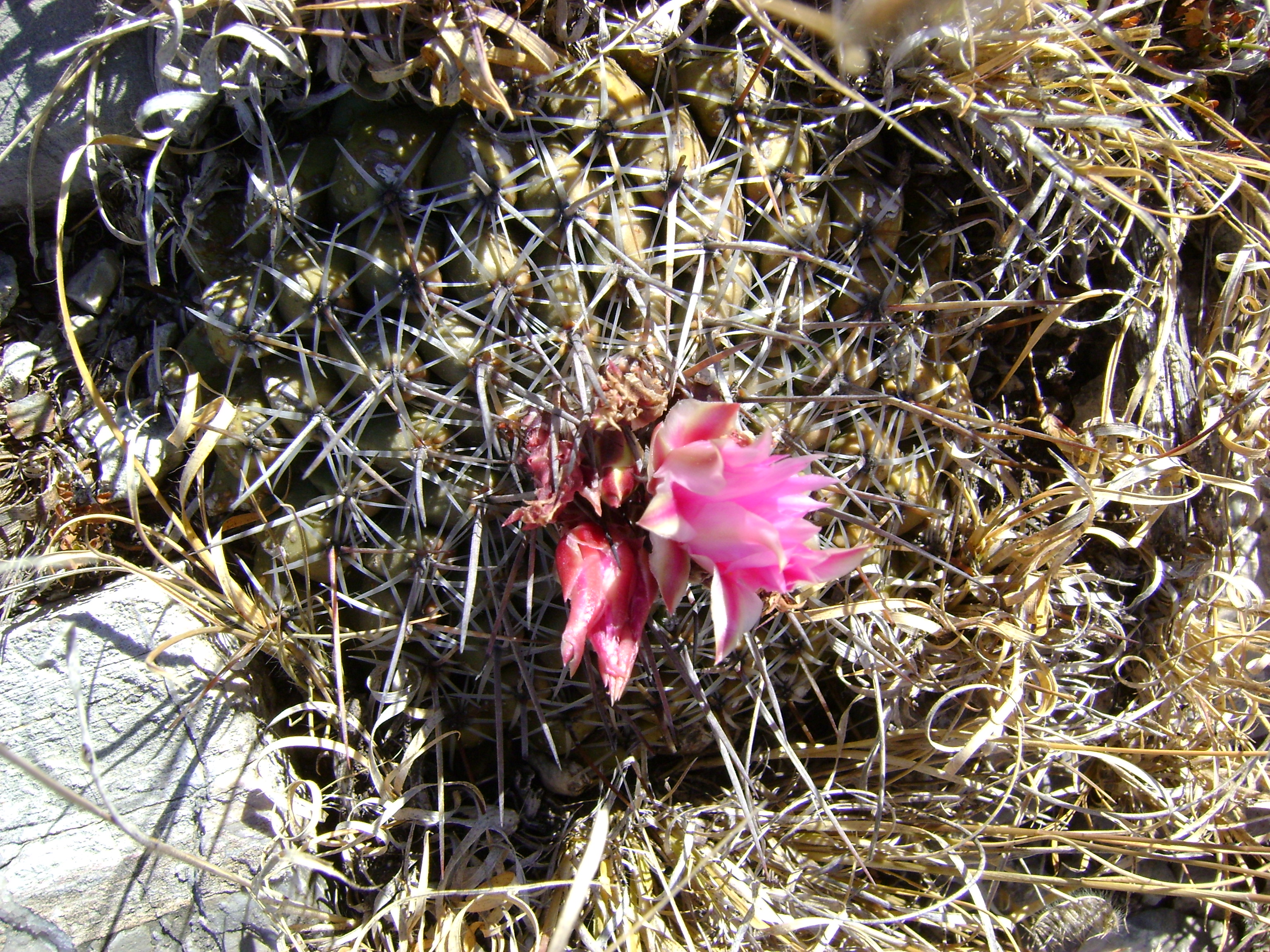
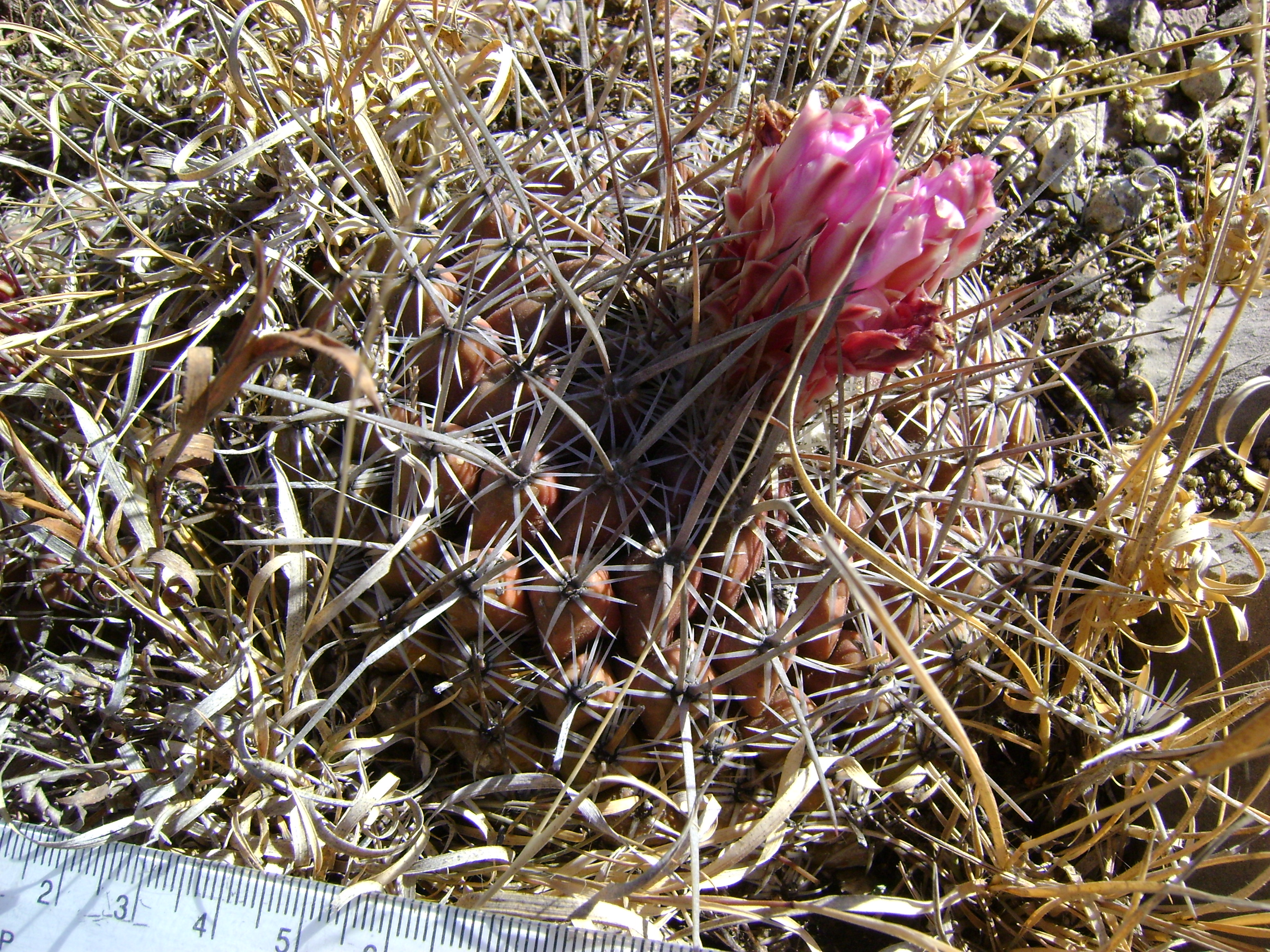